# 齐鲁银行
齐鲁银行股份有限公司（上交所：601665，简称：齐鲁银行），是中国大陆地区的一家城市商业银行，由济南市商业银行更名而来。总行设在山东省济南市，在山东全省16个地级市和天津市设有分行。

## 发展历史

### 济南市商业银行
- 1996年6月6日，在济南市城信社联社和所属16家城市信用社基础上组建了济南城市合作银行。
- 1998年6月6日，济南城市合作银行更名为济南市商业银行。
- 2004年9月8日，成功与澳洲联邦银行（CBA）实现战略合作。为全国第四家实现中外合作的城商行。
- 2008年3月19日，首家异地分行聊城分行开业。
- 2008年11月30日，首家也是现今唯一一家省外异地分行——天津分行开业。

### 齐鲁银行时期
- 2009年6月6日，济南市商业银行正式更名为齐鲁银行.
- 2015年6月29日，股票在新三板挂牌，是首家在新三板挂牌上市的城市商业银行。
- 2021年6月18日，齐鲁银行股票正式登陆上海证券交易所主板上市交易，成为山东省第一家在上交所上市的银行，也是首家由新三板挂牌银行转道A股主板市场的银行。[2][3]
- 2024年10月31日，淄博分行开业，自此完成在全省16个地级市的网点布局[4]

## 前十大股东
齐鲁银行前十大股东及持股情况如下表：         
| 股东名称                     | 持股数量(股) | 持股比例(%) |
| ---------------------------- | ------------ | ----------- |
| 澳洲联邦银行                 | 473,750,000  | 20.00       |
| 山东省国有资产监督管理委员会 | 422,500,000  | 17.84       |
| 济钢集团有限公司             | 117,000,000  | 4.94        |
| 济南市经济开发投资公司       | 115,313,957  | 4.87        |
| 山东建邦投资管理有限公司     | 106,000,000  | 4.47        |
| 日照钢铁控股集团有限公司     | 100,000,000  | 4.22        |
| 山东三庆置业有限公司         | 99,000,000   | 4.18        |
| 中国重型汽车集团有限公司     | 70,500,000   | 2.98        |
| 中润富泰投资有限公司         | 45,000,000   | 1.90        |
| 鲁信集团有限公司             | 40,000,000   | 1.69        |

## 票据诈骗案
2010年年末，齐鲁银行发生票据诈骗案，涉案金额在10亿至15亿元人民币之间。该案主角“刘济源”通过为高息揽储的方式为齐鲁银行招揽存款大户，然后齐鲁银行的业务经理与刘济源勾结开具了有瑕疵的存单，将该存单抵押贷款，贷款获得的现金再去存款，循环往复，以此做大存贷款规模。普华永道中天会计师事务所对齐鲁银行2009年财务报表中的48亿元“存款质押”贷款的合理性、借款人还款能力的充分性等问题提出疑问，并出具了保留意见。齐鲁银行随后更换了审计师。
受该诈骗案的影响，原齐鲁银行董事长邱云章，行长郭涛已遭免职。